# グリーンタワー相模原

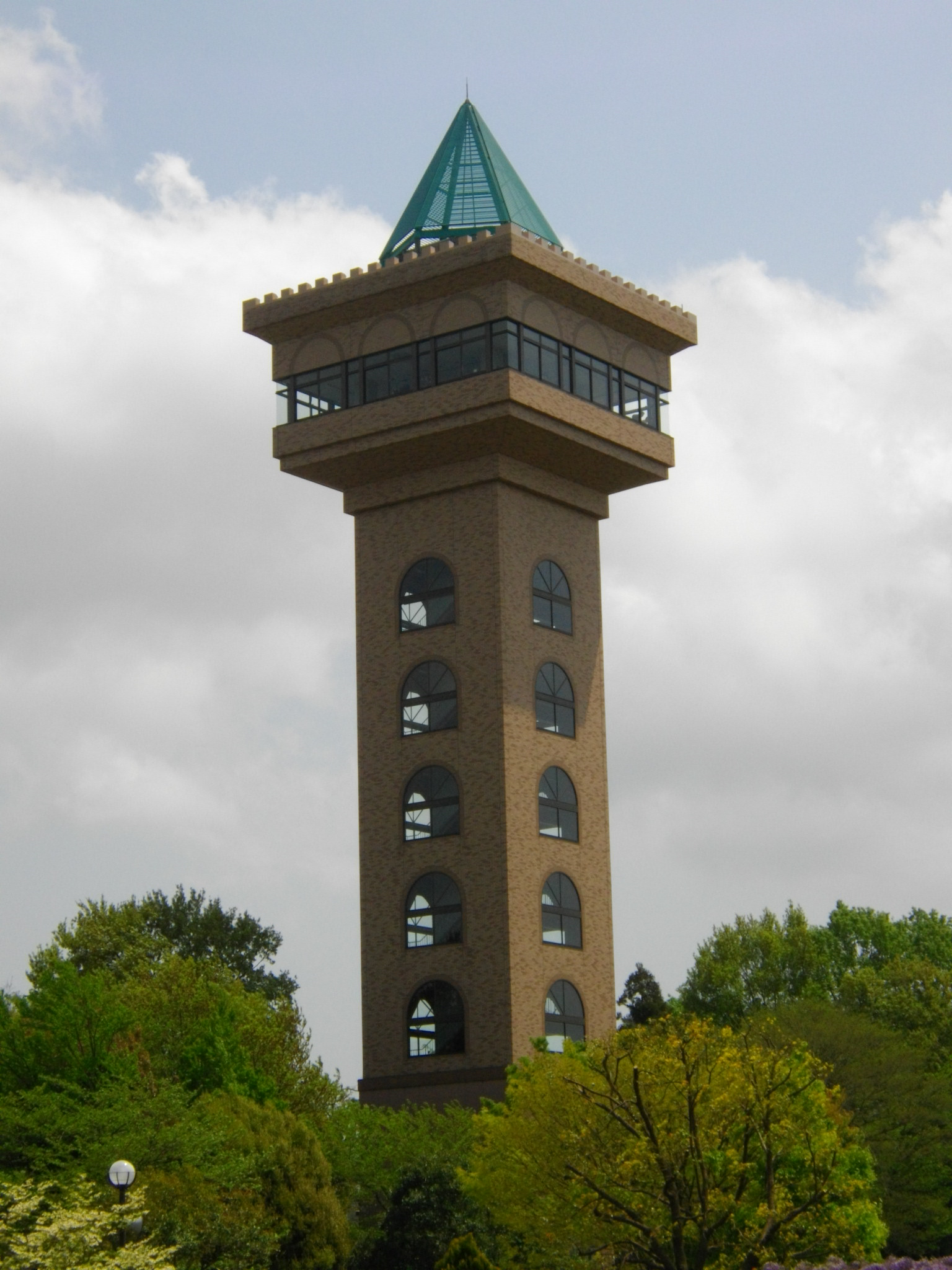
グリーンタワー相模原

グリーンタワー相模原（グリーンタワーさがみはら）は、神奈川県相模原市南区の相模原麻溝公園にある展望台である。

## 概要
- 高さ 55メートル
- 展望室高さ 38メートル
- 入場無料
- 駐車場 相模原麻溝公園に駐車場完備

## 詳細
本公園を会場として開催された、第9回全国都市緑化フェア「グリーンウェーブ・相模原'92」を記念した恒久施設として建設された。
タワーの全高55ｍは当時の相模原市の人口55万人、展望室の高さ38ｍは当時の相模原市の市政38周年にちなんでいる。
相模原に古くから伝わる伝説の巨人「でいらぼっち」の気分で相模原市を見渡せるようにとの願いを込めて高さが決められた。展望室は全面ガラス張りで、360度を見渡せる。相模原の街並や丹沢山地が望め、山や施設の名称を紹介する案内板がある。天候が良い時は、江の島灯台も望むことができる。
自然と調和したデザインと色彩の外観を持ち、塔屋には美しい音色を奏でる12鐘のカリヨンがある。
タワーの愛称は公募され、応募総数2,526通の中から決定された。

## 交通
- 小田急小田原線・江ノ島線相模大野駅から神奈川中央交通バスで約30分。
- 神奈川県道507号相武台相模原線麻溝台交差点を西に500メートル。

座標: 北緯35度31分39.4秒 東経139度23分34.1秒 / 北緯35.527611度 東経139.392806度